# Leucanthemum ircutianum
La margherita tetraploide (nome scientifico Leucanthemum ircutianum DC., 1838) è una specie di pianta angiosperma dicotiledone della famiglia delle Asteraceae (sottofamiglia Asteroideae, tribù Anthemideae (Mediterranean clade) e sottotribù Leucantheminae).

## Etimologia
Il nome generico latino (Leucanthemum) deriva dal greco antico λευκάνθεμον?, leukánthemon, "fiore bianco", a sua volta da λευκός, leukós, "bianco" e ἄνθεμον, ánthemon, "fiore" e fa ovviamente riferimento al colore dei fiori. L'epiteto specifico (tetraploide) indica un corredo cromosomico 4 volte quello di base (n = 9).
Il binomio scientifico attualmente accettato (Leucanthemum ircutianum) è stato proposto dal botanico e micologo svizzero Augustin Pyrame de Candolle (1778 – 1841) nella pubblicazione " Prodromus Systematis Naturalis Regni Vegetabilis ... (DC.)" ( Prodr. [A. P. de Candolle] 6: 47) del 1838.

## Descrizione

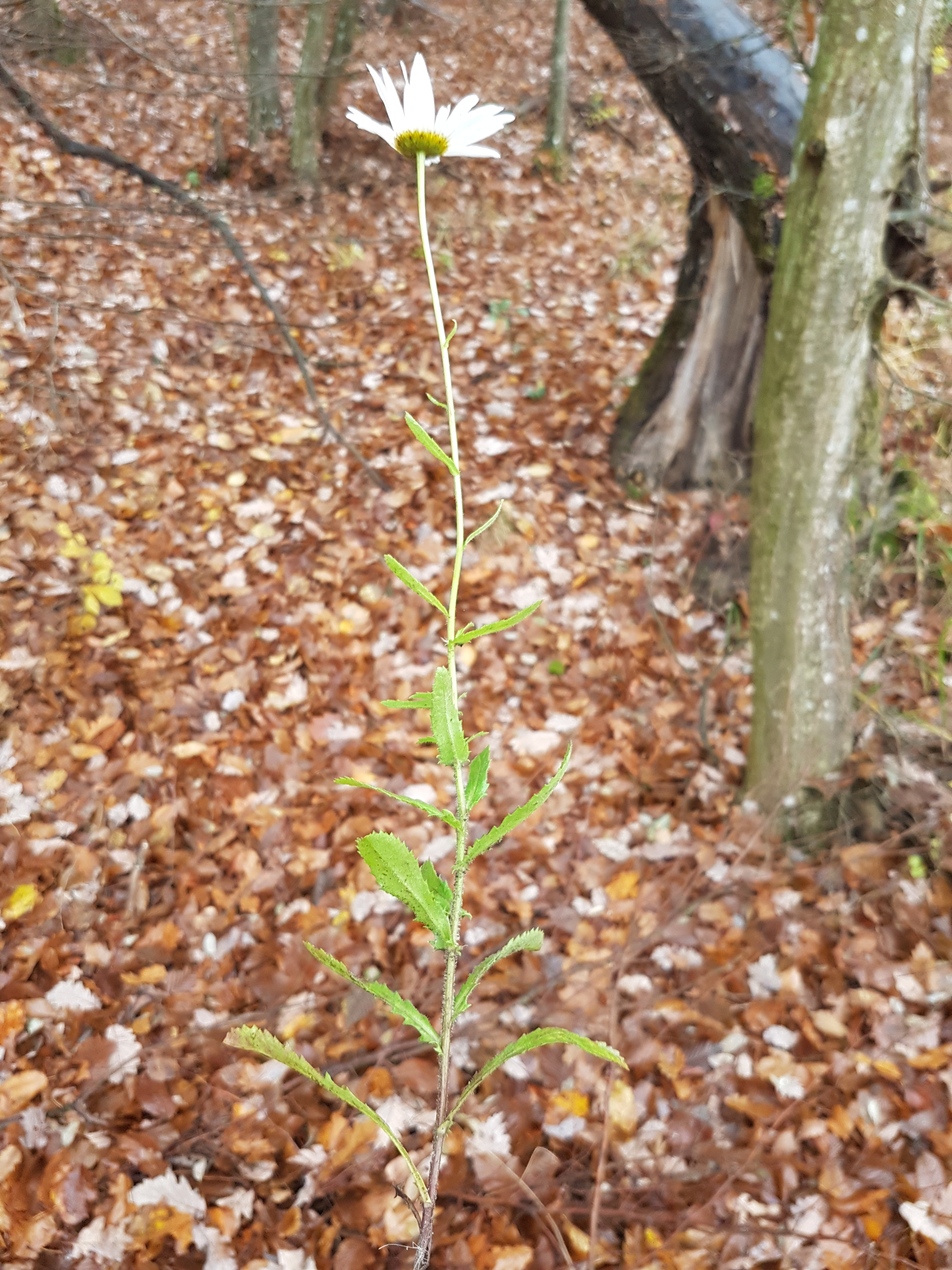
Il portamento

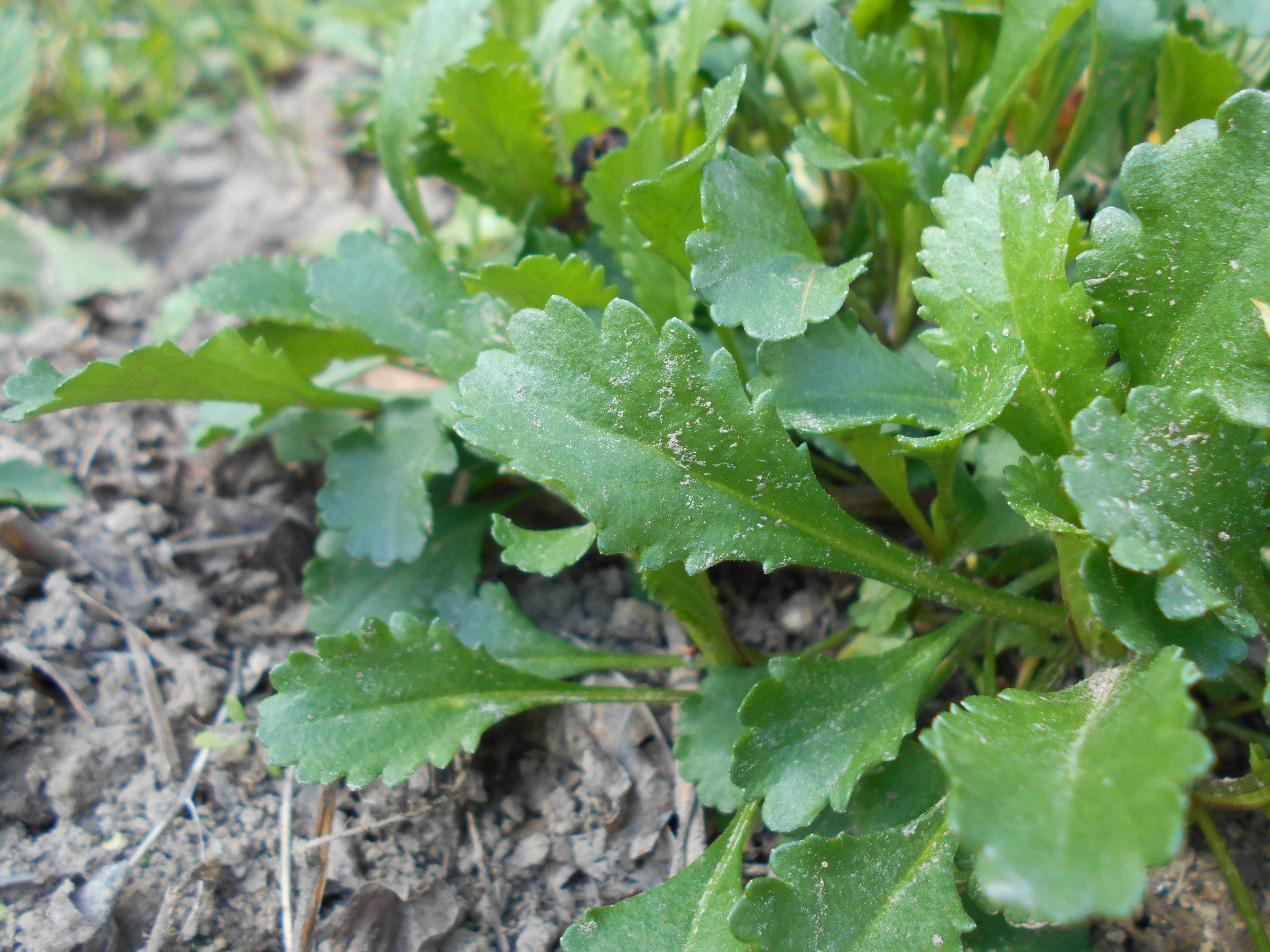
Le foglie

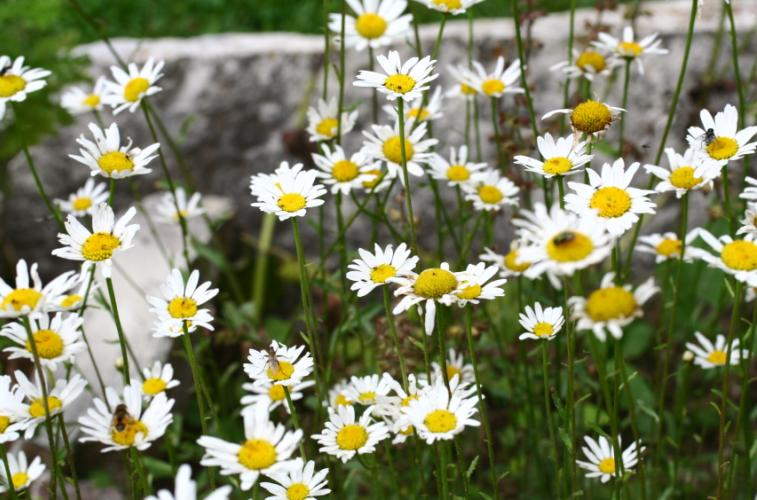
Infiorescenza

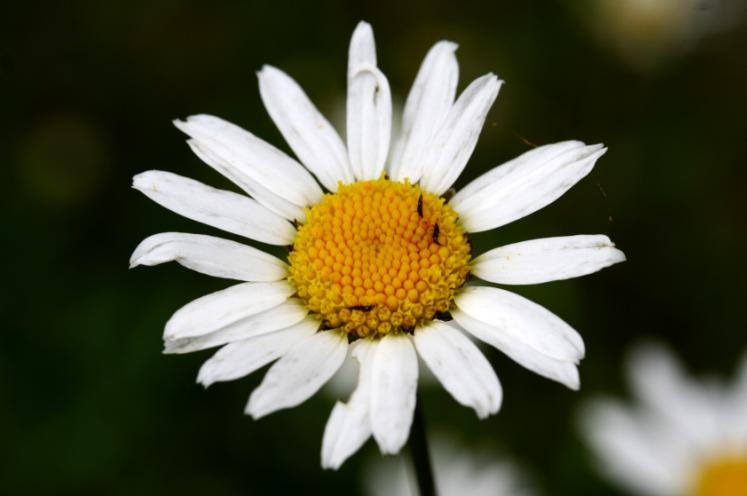
I fiori

Portamento. La specie di questa voce è una erbacea con un ciclo biologico annuale. L'indumento è assente o formato da peli basifissi.  La forma biologica della specie è emicriptofita scaposa (H scap); ossia sono piante perennanti con gemme poste al livello del suolo con fusto allungato e poco foglioso.
Radici. Le radici sono secondarie a partire dal rizoma.
Fusto. Sono piante alte 2 – 8 dm (massimo 100 cm).
- Parte ipogea: la parte sotterranea è un corto rizoma.
- Parte epigea: la parte aerea del fusto è eretta, ascendente e rugosa ma gracile e flessuosa. La superficie è percorsa da scanalature rosseggianti ed è glabra o più o meno pelosa. Può essere ramosa.

Foglie. Le foglie sono sia basali che caulinari a consistenza tenue (specialmente dopo la raccolta). Quelle basali sono picciolate, quella caulinari sono sessili e amplessicauli. Lungo il fusto sono disposte in modo alterno. La forma è diversa a seconda della posizione delle foglie:
- foglie cauline basali (compresa la rosetta basale): sono spatolate con una forma da rotondeggiante a obovata; la lamina è irregolarmente inciso-lobata (3 – 7 lobi); i lobi sono arrotondati e quasi interi;
- foglie cauline medie e superiori: hanno una forma da oblanceolata, oblunga a ovata (in media sono 4 volte più lunghe che larghe); la lamina è da pennato-lobata a pennatofida, mentre i bordi sono regolarmente crenati; i lobi sono sottili e irregolarmente distanziati (sono più lunghi che larghi); la base è allargata e abbracciante.

Infiorescenza. Le sinflorescenze sono formate da capolini solitari o in lassi corimbi. Le infiorescenze vere e proprie sono composte da un capolino terminale peduncolato di tipo radiato (raramente discoide). I capolini sono formati da un involucro, con forme campanulate, composto da 35-60 brattee, al cui interno un ricettacolo fa da base ai fiori di due tipi: fiori del raggio e fiori del disco. Le brattee, a consistenza erbacea, con forme da ovate a lanceolate, con margini membranosi, quasi scariosi e di colore porpora scuro o verde scuro (a volte sono bianco-verdicci), sono disposte in modo più o meno embricato su più serie (da 3 a 4). Il ricettacolo, piano-convesso, è privo di pagliette. Diametro dei capolini: 4 – 5 cm
Fiori.  I fiori sono tetra-ciclici (formati cioè da 4 verticilli: calice – corolla – androceo – gineceo) e pentameri (calice e corolla formati da 5 elementi). Si distinguono in:
- fiori del raggio (esterni): da 13 a 21 per capolino, sono femminili, fertili e sono disposti su una serie; la forma è ligulata (zigomorfa); a volte possono mancare o essere sterili;
- fiori del disco (centrali): sono più numerosi con forme brevemente tubulose (attinomorfe); sono ermafroditi (o funzionalmente maschili).

- Formula fiorale:

*/x K {\displaystyle \infty }, [C (5), A (5)], G 2 (infero), achenio
- Calice: i sepali del calice sono ridotti ad una coroncina di squame.

- Corolla:

- fiori del raggio: la forma della corolla alla base è più o meno tubulosa-imbutiforme, mentre all'apice è ligulata; la ligula può terminare con alcuni denti; il colore è bianco (tendente al rosato in fase di essiccazione);
- fiori del disco: la forma è tubulare bruscamente divaricata in 4-5 lobi; i lobi, patenti o eretti, hanno una forma deltata o più o meno lanceolata; i colori sono giallo e rosso.

- Androceo: l'androceo è formato da 5 stami (alternati ai lobi della corolla) sorretti da filamenti generalmente liberi a forma di balaustra; gli stami sono connati e formano un manicotto circondante lo stilo. Le antere possono essere sia di tipo basifissa che medifissa. Il tessuto endoteciale (rivestimento interno dell'antera) non è polarizzato. Il polline è sferico con un diametro medio di circa 25 micron;  è tricolporato (con tre aperture sia di tipo a fessura che tipo isodiametrica o poro) ed è echinato (con punte sporgenti).

- Gineceo: l'ovario è infero uniloculare formato da 2 carpelli. Lo stilo (il recettore del polline) è profondamente bifido (con due stigmi divergenti) e con le linee stigmatiche marginali separate o contigue. I due bracci dello stilo hanno una forma troncata e possono essere papillosi o ricoperti da ciuffi di peli.

- Antesi: da maggio a ottobre.

Frutti. I frutti sono degli acheni ovali, bislunghi, neri e rigati di bianco: ai lati sono presenti 10 coste contenenti cellule micillaginifere e canali resiniferi. Gli acheni dei fiori del raggio esterno hanno un pappo rudimentale a forma di anello; ma in genere la sommità è nuda. Lunghezza degli acheni: 1,7 – 2,3 mm.

## Biologia
Impollinazione: tramite insetti (impollinazione entomogama tramite farfalle diurne e notturne).

Riproduzione: la fecondazione avviene fondamentalmente tramite l'impollinazione dei fiori.

Dispersione: i semi cadono a terra e vengono dispersi soprattutto da insetti come formiche (disseminazione mirmecoria). Un altro tipo di dispersione è zoocoria: gli uncini delle brattee dell'involucro (se presenti) si agganciano ai peli degli animali di passaggio che portano così i semi anche su lunghe distanze. Inoltre per merito del pappo (se presente) il vento può trasportare i semi anche per alcuni chilometri (disseminazione anemocora).

## Distribuzione e habitat

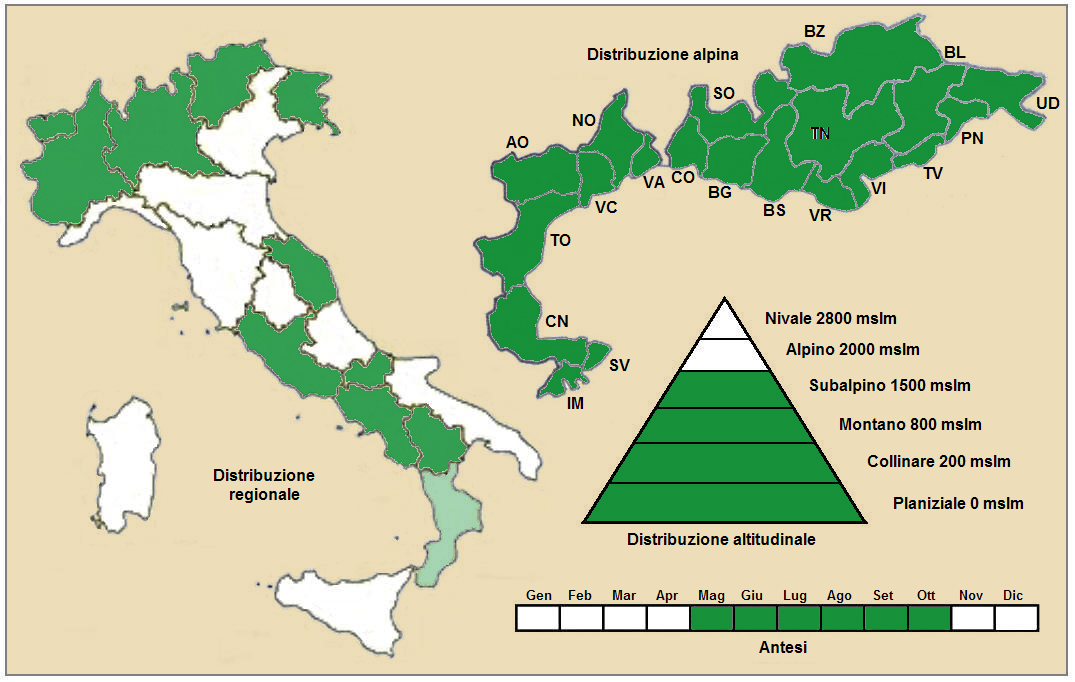
Distribuzione della pianta
(Distribuzione regionale – Distribuzione alpina)

Geoelemento: il tipo corologico (area di origine) è  Euro-Siberiano / Eurasiatico.

Distribuzione:  è una pianta comune in tutta Italia a parte le isole. In Europa è presente fin nelle regioni settentrionali con areali che si estendono nel Caucaso e in Siberia (Asia). Altrove (America del Nord, del Sud e Australia) è naturalizzata.

Habitat: l'habitat tipico sono gli ambienti influenzati dalla presenza umana, bordi delle strade, macchie e radure dei boschi, meno frequentemente sono i prati e pascoli.  Il substrato preferito è sia calcareo che siliceo con pH neutro, medi valori nutrizionali del terreno che deve essere mediamente umido. 

Distribuzione altitudinale: sui rilievi alpini queste piante si possono trovare fino a 2000 m s.l.m.; frequentano quindi i seguenti piani vegetazionali: collinare, montano e subalpino (oltre a quello planiziale – a livello del mare).

## Fitosociologia
Dal punto di vista fitosociologico alpino la specie di questa voce appartiene alla seguente comunità vegetale:
Formazione: delle comunità delle macro- e megaforbie terrestri
Classe: Molinio-Arrhenatheretea
Ordine: Arrhenatheretalia elatioris

## Sistematica
La famiglia di appartenenza di questa voce (Asteraceae o Compositae, nomen conservandum) probabilmente originaria del Sud America, è la più numerosa del mondo vegetale, comprende oltre 23.000 specie distribuite su 1.535 generi, oppure 22.750 specie e 1.530 generi secondo altre fonti (una delle checklist più aggiornata elenca fino a 1.679 generi). La famiglia attualmente (2021) è divisa in 16 sottofamiglie; la sottofamiglia Asteroideae è una di queste e rappresenta l'evoluzione più recente di tutta la famiglia.

### Filogenesi
Il gruppo di questa voce è descritto nella tribù Anthemideae, una delle 21 tribù della sottofamiglia Asteroideae). In base alle ultime ricerche nella tribù sono stati individuati (provvisoriamente) 4 principali lignaggi (o cladi): "Southern hemisphere grade", "Asian-southern African grade", "Eurasian grade" e "Mediterranean clade". Il genere Leucanthemum (insieme alla sottotribù Leucantheminae) è incluso nel clade Mediterranean clade.
Nella pubblicazione "Flora d'Italia" le specie di Leucanthemum della flora spontanea italiana sono suddivise in tre gruppi: 1) piante con capolini con solo fiori tubolosi; 2) piante con capolini con fiori ligulati e acheni del disco senza corona; 3) piante con capolini con fiori ligulati e acheni del disco pappo a corona. La specie di questa voce appartiene al secondo gruppo e in particolare lo scapo ha numerose foglie e quelle della zona media hanno denti più lunghi che larghi.
I caratteri distintivi della specie  Leucanthemum ircutianum sono:
- le foglie cauline medie sono 4 volte più lunghe che larghe;
- gli acheni sono lunghi 1,7-2,3 mm e quelli dei fiori del raggio hanno una corona apicale o sono nudi.

Il numero cromosomico di L. ircutianum è: 2n = 36 (tetraploide)

### Variabilità
Per questa specie sono riconosciute le seguenti sottospecie:
- Leucanthemum ircutianum subsp. ircutianum
- Leucanthemum ircutianum subsp. leucolepis (Briq. & Cavill.) Vogt & Greuter,  - Distribuzione: Italia e Penisola Balcanica.

Descrizione delle sottospecie.
Sottospecie ircutianum
- Descrizione: le foglie sono tenui e non carnose e più o meno glabre; il diametro dei capolini è si 4-5 mm; il margine delle brattee è bruno o bianco-verdiccio.
- Distribuzione: in Italia è il tipo più diffuso e si trova ovunque.

Sottospecie leucolepis
- Descrizione: l'altezza delle piante è di 3-5 dm; i fusti sono irsuti nella parte inferiore ed hanno un portamento ramoso-corimboso; le foglie sono carnose e coriacee; i capolini sono più piccoli; il margine delle brattee è bianco-scarioso.
- Fioritura: da giugno a settembre.
- Corologia: il tipo corologico (area di origine) è Endemico Centro e Sud Appenninico.
- Distribuzione: parte meridionale e centrale della Penisola.
- Habitat: l'habitat tipico sono le radure dei boschi planiziali e montani.
- Distribuzione altitudinale: da 0 a 1500 metri.

### Sinonimi
Sono elencati alcuni sinonimi per questa entità:
- Leucanthemum vulgare subsp. ircutianum (Turcz. ex DC.) Tzvelev

## Specie simili

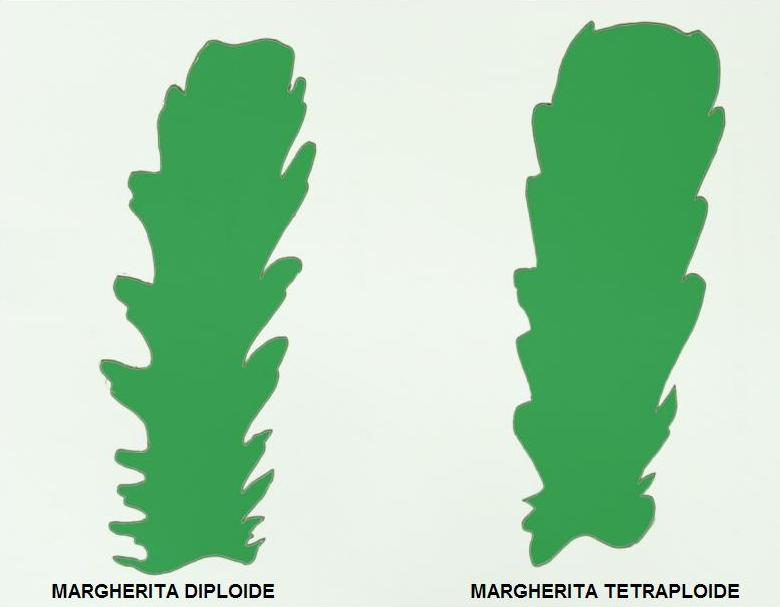

Un genere molto simile è Bellis. Gli esemplari più alti di Bellis perennis L. possono essere confusi con la specie di questa voce. Si distinguono comunque per l'assenza di foglie cauline e l'involucro formato da una/due serie di squame.

Nell'ambito dello stesso genere le differenze sono meno marcate. Tra le specie diploidi e quelle poliploidi una certa diversità può essere riscontrata nella forma delle foglie cauline: i lobi delle foglie di Leucanthemum ircutianum sono meno marcati (vedi disegno a lato tratto da Pignatti) e la consistenza è più tenue.

## Usi

### Farmacia
- Sostanze presenti: essenze varie, tannino, gomma e resina.[21][22]
- Secondo la medicina popolare queste piante hanno le seguenti proprietà curative:[21]

- antispasmodiche (attenua gli spasmi muscolari, e rilassa anche il sistema nervoso);
- bechiche (azione calmante della tosse);
- diaforetiche (agevola la traspirazione cutanea);
- diuretiche (facilita il rilascio dell'urina);
- emmenagoga (regola il flusso mestruale);
- toniche (rafforza l'organismo in generale);
- vulnerarie (guarisce le ferite).

- Parti usate: soprattutto i fiori.

### Cucina
I germogli primaverili possono essere aggiunti alle insalate, ma devono essere usati con parsimonia.

### Giardinaggio
È una pianta facile da coltivare e di sicuro effetto. Viene utilizzata per bordure o tappeti erbosi. Si può moltiplicare per seme (in primavera) o per divisione dei cespi in autunno. Predilige zone da soleggiate a lievemente ombrose con terreni normali da giardino, possibilmente sciolti e leggeri  (sia acidi che basici). Evita l'acqua stagnante.

## Altre notizie
La Margherita tetraploide in altre lingue viene chiamata nei seguenti modi:
- (DE)  Gewöhnliche Margerite
- (FR)  Marguerite
- (EN)  Oxeye Daisy